# Youyu
Youyu (chinesisch 右玉县, Pinyin Yòuyù Xiàn) ist ein chinesischer Kreis, der zum Verwaltungsgebiet der bezirksfreien Stadt Shuozhou in der Provinz Shanxi gehört. Youyu hat ein Verwaltungsgebiet von 1.987 km² und 88.212 Einwohner (Stand: Zensus 2020). Sein Hauptort ist die Großgemeinde Xincheng (新城镇).